# Cardiocranius paradoxus
Il gerboa pigmeo dalle cinque dita (Cardiocranius paradoxus Satunin, 1903) è un roditore della famiglia dei Dipodidi, unica specie del genere Cardiocranius (Satunin, 1903), diffuso nell'Asia centrale.

## Descrizione

### Dimensioni
Roditore di piccole dimensioni, con la lunghezza della testa e del corpo tra 45 e 60 mm, la lunghezza della coda tra 59 e 78 mm, la lunghezza del piede tra 22 e 27 mm, la lunghezza delle orecchie tra 5 e 6 mm e un peso fino a 12 g.

### Caratteristiche craniche e dentarie
Il cranio ha un particolare profilo dorsale a cuore e presenta un rostro corto e sottile, i mastoidi e le bolle timpaniche eccezionalmente rigonfi. Le arcate zigomatiche sono semplici e sottili, le ossa nasali non si estendono oltre gli incisivi superiori, i quali sono attraversati da un solco longitudinale e sono giallastri. Il premolare superiore è minuto.
Sono caratterizzati dalla seguente formula dentaria:

### Aspetto
La testa è enorme, circa il 40% della lunghezza del corpo, con piccoli occhi e corte orecchie tubulari. La pelliccia è lunga, densa e soffice. Le parti superiori variano dal giallo-grigiastro al color ocra, mentre quelle ventrali sono bianche. Una sottile striscia giallo-rossastra si estende lungo i fianchi. Le vibrisse sono molto lunghe. Le zampe sono lunghe e strette, con cinque dita, di cui l'alluce non funzionale e il quinto dito corti e posti più indietro. I metatarsi non sono fusi tra loro. Le piante dei piedi sono ricoperte da un ciuffo di setole. La coda è più lunga della testa e del corpo, alla base è più tozza, principalmente a causa di depositi di grasso, e diviene affusolata verso l'estremità dove è presente un ciuffo di peli. Le femmine hanno quattro paia di mammelle.

## Biologia

### Comportamento
È una specie terricola, solitaria e notturna. Si rifugia all'interno di cunicoli in colline sabbiose o tra le rocce, preferibilmente costruiti da altri animali. Entra in letargo per circa sette mesi l'anno.

### Alimentazione
Si nutre di semi e granaglie. Accumula depositi di grasso nella coda in estate.

### Riproduzione
Si riproduce una volta l'anno.

## Distribuzione e habitat
Questa specie è diffusa nei deserti e nelle aree semi-desertiche della Mongolia sud-occidentale, nella regione siberiana di Tuva, nelle province cinesi dello Xinjiang, Gansu, Ningxia e Mongolia interna e nel Kazakistan orientale.
Vive in deserti rocciosi, steppe aride, deserti sabbiosi con prevalenza di Poaceae, Stipa, Artemisia arenaria  e Cleistogenes soongorica.

## Conservazione
La IUCN Red List, considerate le informazioni inadeguate circa lo stato della popolazione e le potenziali minacce, classifica C.paradoxus come specie con dati insufficienti (DD).